# کمبل ۲۷۵۱
سیارک ۲۷۵۱ (به انگلیسی: 2751 Campbell، نامگذاری:1962RP) دو هزار و هفتصد و پنجاه و یکمین سیارک کشف شده‌است که در ۷ سپتامبر ۱۹۶۲ کشف شد.
قدر مطلق سیارک برابر ۱۲٫۷۰ است.